# 天辰町

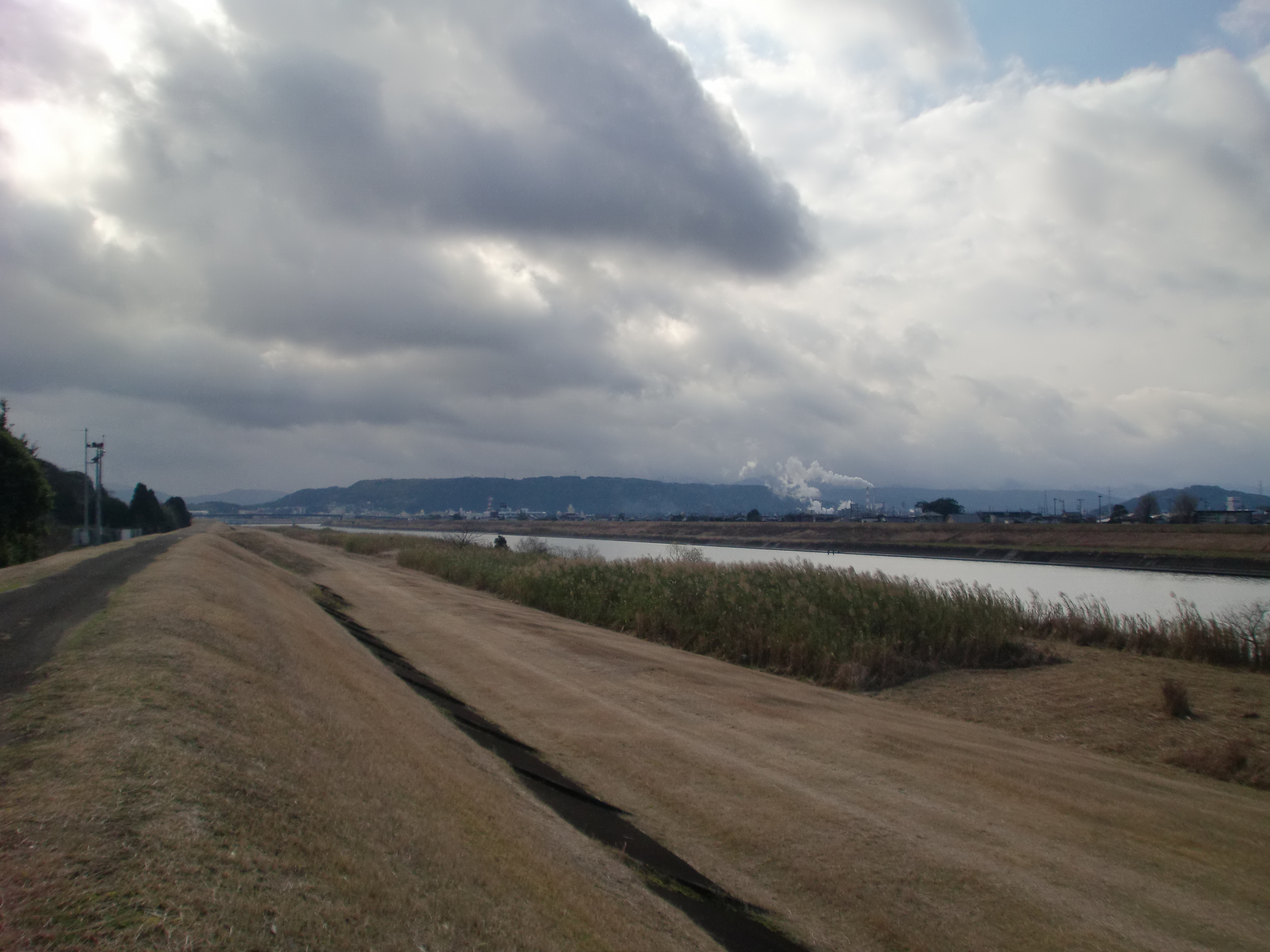
川内川（天辰町から河口方面）

天辰町（あまたつちょう）は、鹿児島県薩摩川内市の町。旧薩摩国薩摩郡平佐郷天辰村、薩摩郡平佐村大字天辰、薩摩郡川内町大字天辰、薩摩郡川内町天辰町、川内市天辰町。郵便番号は895-0011。人口は2,269人、世帯数は908世帯（2020年10月1日現在）。

## 地理
川内平野の東部、川内川の下流域に位置している。字域の北方には白浜町、南方には平佐町、田崎町、永利町、西方には川内川を挟み東大小路町、中郷町、東方には楠元町、中村町がそれぞれ接している。
西部には川内川が流れ、東部には上床山地が南北に連なっている。上床山は寺山とも呼ばれ、頂上付近には寺山いこいの広場、せんだい宇宙館、薩摩川内市立少年自然の家てらやまんちなどの教育施設が永利町と天辰町の境界上に位置している。
また、上床山地の西麓には畑地が多くあり、その付近に皿山、坊ノ下、三堂、碇山の集落が散在し、川内川沿いには天辰馬場の集落がある。
川内川に沿って鹿児島県道394号山崎川内線が南北に通っている。また県道394号に沿って日本国有鉄道宮之城線が通っていたが、1987年（昭和62年）に廃止され、線路跡の大部分が県道394号に転用されている。
字域内の教育施設は中央部に学校法人鹿児島純心女子学園が設置している鹿児島純心大学がある。

### 河川
- 川内川
  - 三堂川

### 小字
天辰町の小字は、六郎石、二ツ石、永山、関乃戸、田熊池、有山、西迫、門口、斧研、瀬戸口、増手、上淵脇、川原田、柳田、峯脇、竹山、山屋敷、迫田、越巣、黒迫、楠牟田、笹脇、松崎、古原、堤尻、鶴原、出水島、寺前、田麦、碇山、六反田、前水流、水流、上水流がある。

## 歴史

### 成立から町村制施行まで
天辰という地名は室町時代より見え、薩摩国薩摩郡のうちであった。応永14年の島津忠朝から冠岳三所権現への寄進状には「薩摩郡内 天辰谷口參段事」とあり、応永17年には島津久世より野田郷感応寺への宛行状には「薩摩之國山門院西方之内 筒田五丁 幷 薩摩郡之内 天辰別分之事」とある。
応永年間には地内にあった碇山城を総州家島津家が拠点としていたが、総州家島津家が滅亡したことにより、以後は入来院氏の支配下に入ったとされる。その後入来院氏は島津氏と戦火を交えたが、入来院氏が敗れたことにより、入来院氏は天辰の地を島津氏に献上したが、その後入来院氏に当地を再び所領を安堵した。しかし、入来院重豊に野心の見聞があったため、重豊は野心がないことを誓い「清色より外に四ヶ名格護申候、山田、天辰、田崎、寄田、是四ヶ所拝領候、皆進上之由」と申し入れ、天辰の地は島津氏領となった。
江戸時代には薩摩郡平佐郷（外城）のうちであり、村高は「御秘文雑集」及び「天保郷帳」では北郷宗次郎分領として737石余、「旧高旧領取調帳」では672石余であったとある。

### 町村制施行以降
1889年（明治22年）に町村制が施行されたのに伴い、平佐郷（白和町、天辰村、平佐村、楠元村、中村、久住村）の区域より平佐村が設置され、それまでの天辰村は平佐村の大字「天辰」となった。1929年（昭和4年）には平佐村が隈之城村、東水引村と合併し、川内町となったのに伴い川内町の大字「天辰」となった。
1940年（昭和15年）2月10日に鹿児島県公報に掲載され、同日に施行された「 薩摩郡川内町、町名改稱竝區域變更」（鹿児島県告示）により「薩摩郡川内町大字天辰ヲ廢止シ其ノ區域ヲ天辰町（アマタツチヨウト）改稱ス」が鹿児島県知事によって許可され、薩摩郡川内町大字天辰の区域を以て川内町の町「天辰町」が設置された。翌日の2月11日には薩摩郡川内町が単独で市制施行し川内市となった。
2004年（平成16年）10月12日に川内市、東郷町、入来町、祁答院町、樋脇町、下甑村、上甑村、鹿島村、里村が新設合併し薩摩川内市が設置された。この市町村合併に伴い設置された法定合併協議会において川内市の町・字については「現行通りとする。」と協定されたため、名称の変更は行われずに薩摩川内市の町となった。

## 人口
以下の表は国勢調査による小地域集計が開始された1995年以降の人口の推移である。
| 年                 | 人口  |
| ------------------ | ----- |
| 1995年（平成7年）  | 1,769 |
| 2000年（平成12年） | 1,699 |
| 2005年（平成17年） | 1,550 |
| 2010年（平成22年） | 1,542 |
| 2015年（平成27年） | 1,876 |
| 2020年（令和2年）  | 2,269 |

## 史跡
地内の天辰原や古原からは縄文時代のころからのものとみられる土器片、陶器などが発見されている。江戸期頃に肥前の有田より陶工数名を招き、当地に窯を開いた。このあたりの窯で焼かれた焼き物は「平佐焼」とも「皿山焼」とも呼ばれた。
当地を治めていた北郷氏も焼き物を保護奨励し江戸末期頃には窯元が8つあり、この頃が最も栄えており、製品は琉球方面に多く出荷されていたが、明治初期に行われた廃藩置県によって北郷氏による保護が途絶え、その後は衰退の一途をたどったとされる。

## 施設

### 公共
- 国土交通省九州地方整備局川内河川事務所川内出張所
- 薩摩川内市国際交流センター

### 教育
- 鹿児島純心大学

### 寺社
- 湯脇神社
- 保食神社
- 久木原神社
- 鳳導寺
- 南方神社

## 小・中学校の学区
市立小・中学校の学区（校区）は以下の通りである。
| 町丁   | 小字 | 小学校                   | 中学校                     |
| ------ | ---- | ------------------------ | -------------------------- |
| 天辰町 | 全域 | 薩摩川内市立平佐西小学校 | 薩摩川内市立川内中央中学校 |

## 交通

### 道路
一般県道
- 鹿児島県道394号山崎川内線

## 出身人物
- 天辰正守（衆議院議員、弁護士）[20]